# Marcus Stephen
Marcus Stephen (født 1. oktober 1969 i Anetan) er en nauruansk politiker og tidligere vægtløfter, der i perioden 19. december 2007 – 10. november 2011 var præsident i landet. Han har desuden flere poster i regeringen, bl.a. er han indenrigsminister.
I sin tid som vægtløfter vandt han bl.a. syv guldmedaljer og fem sølvmedaljer ved Commonwealth Games fra 1990 til 2002. Ved verdensmesterskaberne i Athen i 1999 vandt han sølv. Aktuelt er han formand for Naurus vægterløfterforbund.